# ياماشيتا شينتارو
ياماشيتا شينتارو (باليابانية: 山下新太郎؛ بالكانا: やました しんたろう) هو رسام ياباني، ولد في 29 أغسطس 1881 في طوكيو في اليابان، وتوفي في 11 أبريل 1966 في ميناتو في اليابان.

## معرض صور

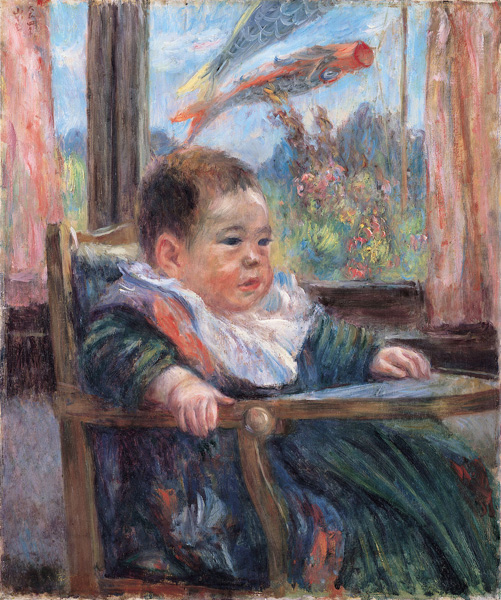
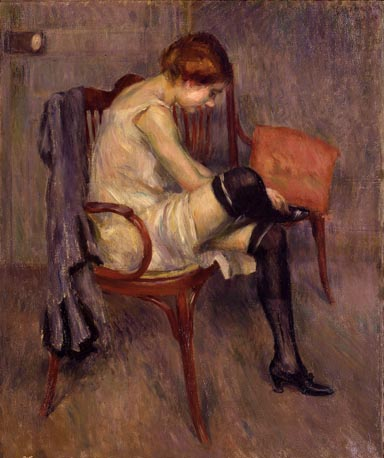
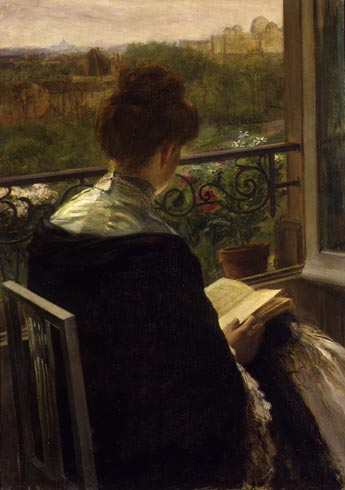
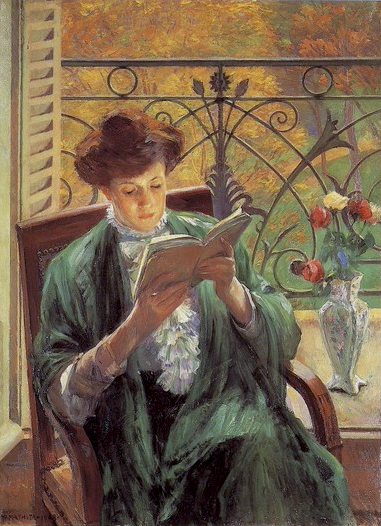
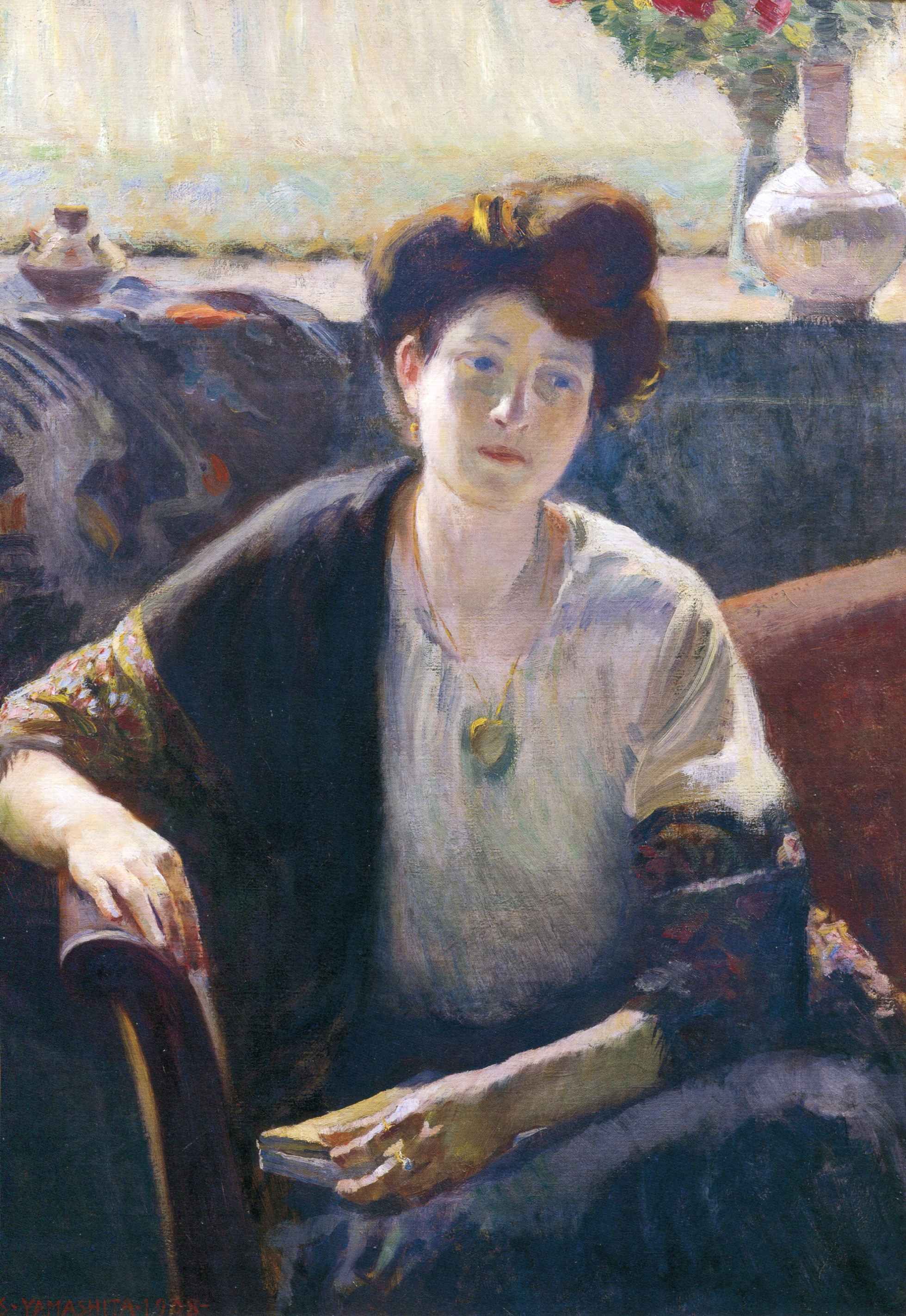